# عصوانيات (فصيلة)
فصيلة العصوانيات (باللاتينية: Bacteroidaceae) هي فصيلة من البكتريا تضم خمس أجناس.
أما الجنس Capsularis الذي كان مستخدما حتى عام 1982 كان يضم نوعا واحدا هو B. zoogleoformans لكنه لاحقا ألحق بجنس العصوانية لكونه قريبا من أنواعها.